# Malajski prolaz
Malajski prolaz je tjesnac u Jugoistočnoj Aziji koji spaja Andamansko more s Južnokineskim i Javanskim morem. Dug je oko 930 km i širok između 38 i 393 km.
Najvažnija luka je Melaka u Maleziji. Ovaj moreuz ima ogromno značenje za svjetsku trgovinu, to je morski put s najgušćim prometom na svijetu. Između 20 i 25% cjelokupne svjetske pomorske trgovine prolazi tim moreuzom. Dnevno kroz Malajski prolaz prođe oko 2.000 brodova.
To je najugroženiji morski put, jer tu još i danas snažno djeluju suvremeni pirati. Tako je, na primjer, 9. siječnja otet tanker "Cherry 201". Nakon dugih pregovora o visini otkupnine, pirati su ubili četiri mornara.
Već duže vrijeme se povremeno pojavljuju planovi o uspostavljanju direktne pomorske veze između Andamanskog mora i Tajlandskog zaljeva gradnjom plovnog kanala preko Malajskog poluotoka na jugu Tajlanda. Takva pomorska veza bitno bi smanjila korištenje Malajskog prolaza (ali i singapurske luke). Stručnjaci procjenjuju troškove gradnje takvog kanala na iznos do najviše 28 milijardi američkih dolara.
Očekuje se određeno rasterećenje ovog pomorskog puta nakon dovršetka gradnje naftovoda i plinovoda koji Kina gradi uz put svile.